# Емоло, Артуро Карло
Артуро Карло Емоло (итал. Arturo Carlo Jemolo) (17 января 1891, Рим — 12 мая 1981, Рим) — итальянский католический правовед, историк.

## Биография
Его отец Луиджи Емоло, сицилиец из Рагузы, был бухгалтером префектуры в Сиракузах, затем чиновником военно-морского министерства в Риме. Его мать Анна Адель Сакердоти, дочь Леоне Сакердоти и Мариетты Момильяно, из Пьемонта, была учительницей начальной школы и входила членом еврейской семь Момильяно.
В 1911 году Артуро Емоло окончил Туринский университет.
С 1920-х годов преподавал в Сассарском, Болонском и Миланском университетах.
В 1933—1961 годах — профессор церковного права Римского университета.
В период фашистской диктатуры Муссолини после того, как его коллега, профессор Марио Фалько, был уволен со своей должности в Миланском университете из-за расовых законов, обнародованных в 1938 году, профессор Емоло вместе с друзьями-католиками оказывал Фалько финансовую помощь. Емоло помогал укрывать в Риме семью Фалько после смерти учёного в октябре 1943 года. За этот подвиг 13 февраля 1968 года израильский Институт Катастрофы и героизма «Яд ва-Шем» удостоил Карло Артуро Емоло, его жену Адель Марию и дочь Адель почетными званиями «Праведник народов мира».
В 1949 году — лауреат премии Виареджо.
Член Национальной академии Деи Линчеи.
Сотрудничал с газетой «La Stampa», журналом «Il Ponte» и др. периодическими изданиями.

## Авторство
Автор ряда работ, главным образом, по истории Римской католической церкви и церковному праву.
- Stato e chiesa negli scrittori politici italiani del Seicento e del Settecento. — Torino, 1914.
- Crispi. — Firenze, 1922.
- Il giansenismo in Italia prima della revoluzione. — Bari, 1928.
- Italia tormentata (1949—1951). — Bari, 1951.
- La crisi dello stato moderne. — Bari, 1954.
- Chiesa e Stato in Italia dal Risorgimento ad oggi. — Torino, 1955.
- Il matrimonio. — 3 ed. — Torino, 1957.
- I problemi practici della libertà. — Mil., 1961.
- Chiesa e stato in Italia negli ultimi cento anni. — 8 ed. — Torino, 1963.